# Christof Baumann
Christof Baumann (* 19. Dezember 1874 in Feldstetten; † 13. Mai 1959 in Stuttgart) war ein württembergischer Oberamtmann.

## Leben und Werk
Der Sohn eines Landwirts studierte Rechtswissenschaften und legt 1898 und 1899 die höheren Verwaltungsdienstprüfungen ab. 1900 trat er in die württembergische Innenverwaltung ein und wurde 1905 Amtmann beim Oberamt Backnang. Als Oberregierungsassessor arbeitete er 1818 bei der Regierung des Neckarkreises in Ludwigsburg.  1919 wurde er für einige Wochen Amtsverweser beim Oberamt Schorndorf und dann beim Oberamt Waiblingen. 1921 übernahm er die Leitung des Oberamts Waiblingen als Oberamtmann, ab 1928 mit der Dienstbezeichnung Landrat. Von 1928 bis 1936 leitete er als Oberamtmann das Oberamt Leonberg. Ab 1936 war er als Regierungsrat beim Oberversicherungsamt Stuttgart beschäftigt.